# Ганиос, Тони
То́ни Га́ниос (англ. Tony Ganios; род. 21 октября 1959, Бруклин, Нью-Йорк, США — 21 февраля 2024) — американский актёр греческого происхождения. Наиболее известен по ролям в фильмах «Странники» (1979), «Континентальный водораздел» (1981), «Порки» (1982) и его сиквелах, «Крепкий орешек 2» (1990).

## Фильмография
| Год       |   | Русское название           | Оригинальное название       | Роль                    |
| --------- | - | -------------------------- | --------------------------- | ----------------------- |
| 1979      | ф | Странники                  | The Wanderers               | Перри Лагуардиа         |
| 1981      | ф | Просёлочные дороги         | Back Roads                  | Бартини                 |
| 1981      | ф | Континентальный водораздел | Continental Divide          | Макс Бернбаум           |
| 1982      | ф | Порки                      | Porky's                     | Антони Туперелло «Мясо» |
| 1983      | ф | Порки 2: На следующий день | Porky's II: The Next Day    | Антони Туперелло «Мясо» |
| 1984      | ф | Рок тела                   | Body Rock                   | Биг Мак                 |
| 1985      | ф | Месть Порки                | Porky's Revenge!            | Антони Туперелло «Мясо» |
| 1987      | с | Пугало и миссис Кинг       | Scarecrow and Mrs. King     | Саймонс                 |
| 1988      | с | Уравнитель                 | The Equalizer               | Серж                    |
| 1989—1990 | с | Умник                      | Wiseguy                     | Майк «Муч» Каччаторе    |
| 1990      | ф | Крепкий орешек 2           | Die Hard 2                  | Бэйкер                  |
| 1991      | ф | Захват Беверли-Хиллз       | The Taking of Beverly Hills | сотрудник АООС          |
| 1992      | ф | Перстень мушкетёров        | Ring of the Musketeers      | Тони                    |
| 1993      | ф | Восходящее солнце          | Rising Sun                  | Перри                   |
| TBA       | ф | Daddies' Girls             | Daddies' Girls              | TBA                     |